# Bracae

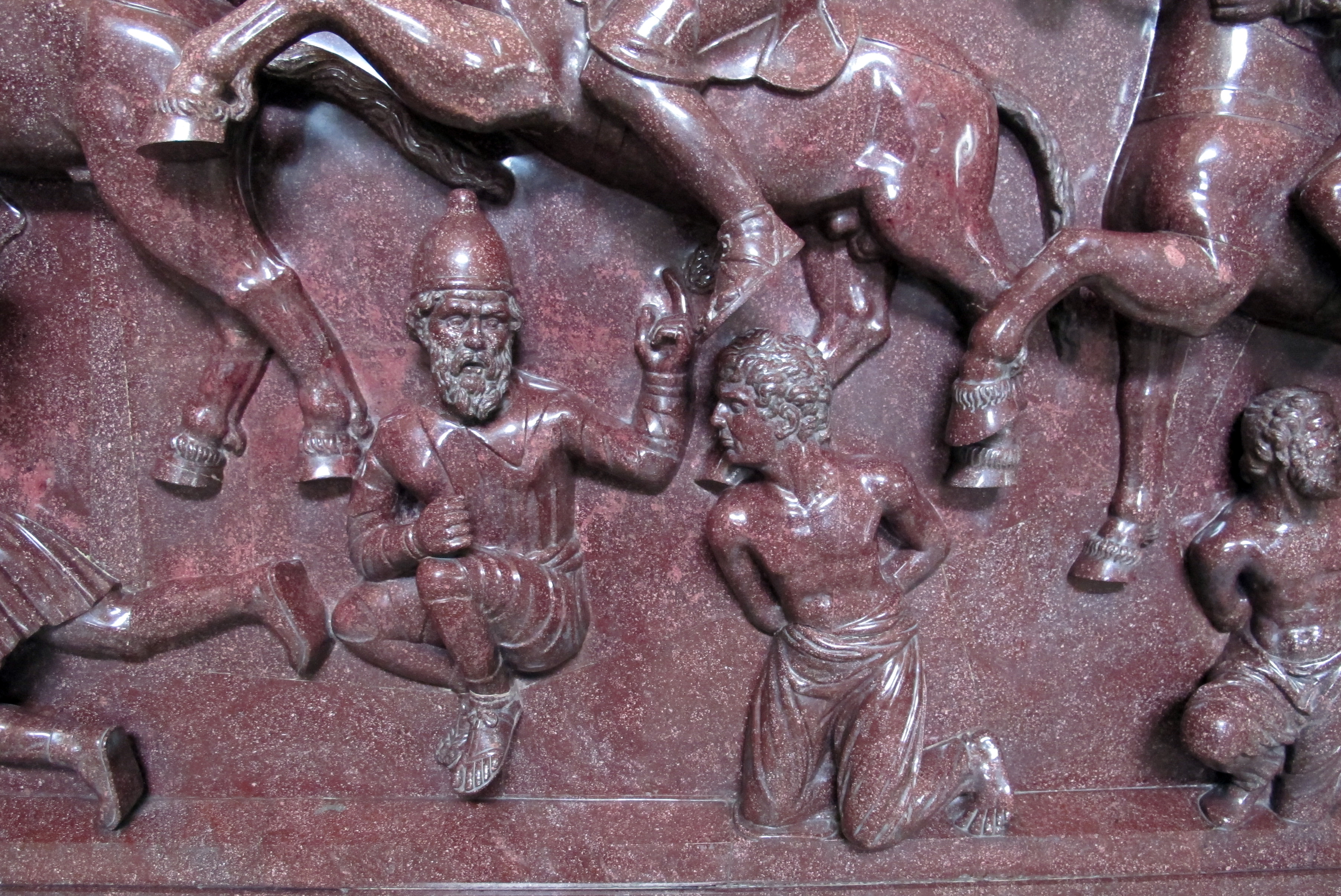
Römisches Hochrelief mit der Darstellung gefangener Barbaren, die Bracae tragen. Sarcofago di s. Elena, ca. 335.

Die Bracae oder Braccae (lateinisch Hosen) waren Hosen in der Antike.

## Beschreibung und Verwendung
Die Bracae wurden aus Wollgewebe gefertigt. Sie gingen dem Träger bis unterhalb des Knies und wurden dort mit Lederbändern festgezogen (von den im Norden lebenden Kelten wurden Bracae getragen, die bis zum Fußgelenk gingen). An der Hüfte befestigte man diese Hose mit einem Gürtel.

## Geschichte

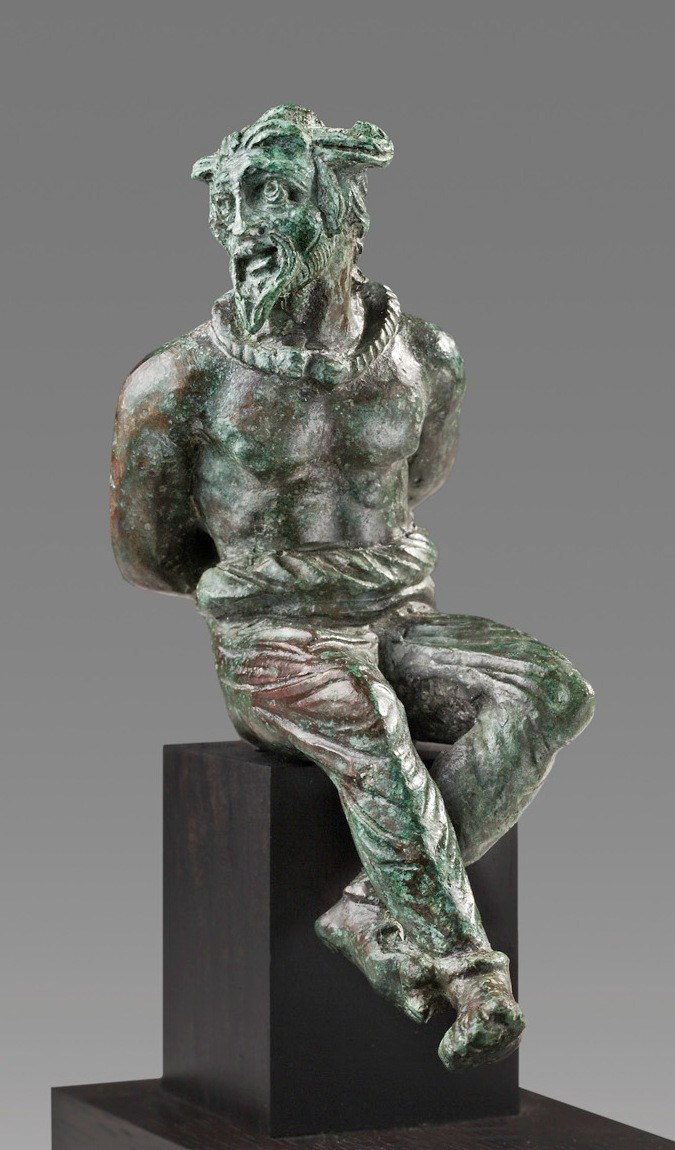
Römische Bronze-Statuette eines gefangenen Galliers mit Bracae, 2. Jhd. n. Chr.

Die Griechen bezeichneten die Hose als ἀναξυρίς anaxyrís, sie galt als kennzeichnend für ihre nördlichen und östlichen Nachbarvölker (u. a. Perser und Skythen), wie eine Passage bei Herodot zeigt.
Bei den Sarmaten war diese Hose auch sehr beliebt; auf der Trajanssäule wurde eine Gruppe mit Bracae abgebildet.
Zur gleichen Zeit wurden die Bracae in ganz Mitteleuropa durch die Kelten verbreitet. Zu den Römern kam diese Hose aber erst durch die Eroberung Galliens, wo die Bracae von allen Schichten der keltischen Bevölkerung getragen wurden. In Rom bezeichnete man das am Anfang als barbarisch, in den grenznahen Gebieten wurden Bracae aber wegen ihrer Wärme von römischen Legionären sehr wohl getragen, denn sie waren wärmender als die sonst verwendete Feminalia. In der Reiterei fanden die Bracae schließlich ihren Durchbruch, da eine Hose wesentlich bequemer war als ein Rock.
In Britannien war dieser Hosentyp auch im Mittelalter noch populär. In der Sprache haben sich die Bracae bis in unsere Zeit erhalten. So erinnern nun Wörter wie das schottische Wort breeks für kurze Hosen, und der englische Begriff breeches für Reithosen an die antiken Bracae. Im Niederländischen ist das Wort broek für jegliche Form von Hose gebräuchlich und im Spanischen und Portugiesischen bezeichnet braga heute die Unterhose der Frauen. In Österreich wurde der Begriff Brakka (für jegliche Form einer Hose) zum Jugendwort des Jahres 2023.